# De svensk-novgorodiske krige
De Svensk-novgorodiske var en række konflikter mellem Republikken Novgorod og Sverige om kontrollen over den Finske Bugt, et område som var af vital betydning for Hanseforbundet som en del af handelsvejen mellem Østersøen og Konstantinopel (også kaldet den væringiansk-byzantiske handelsvej). De svenske angreb mod de ortodokse russere havde religiøse overtoner, men indtil 1300-tallet har der tilsyneladende ikke været tale om et officielt korstog på baggrund af en bulle udstedt af paven.

## Baggrund
Konflikten havde sin rødder i Vikingetiden, da væringerne havde en handelsstation ved Ladoga og kontrollerede Neva-floden. Slavificeringen og kristendommens indførelse i det nordlige Rusland betød at forholdet mellem skandinaverne og Novgorod blev dårligere ved indgangen til 1000-tallet. Erik Jarl plyndrede Ladoga i 997, og det samme gjorde hans bror Sveinn Hákonarson i 1015. Efter Jaroslav I's ægteskab med Ingegerd Olofsdotter af Sverige i 1019 blev konflikten løst ved, at Ladoga blev et jarl-dømme i det Kijevriget. Det blev regeret af Ragnvald Ulfsson, som var far til kong Stenkil. Stenkils barnebarn Christina giftede sig med Mstislav af Novgorod, og da han døde i 1132 løsrev Novgorod sig fra fra Kijevriget.

## Kampene genoptages
1100-tallet er sparsomt dokumenteret i Sverige, og russiske dokumenter findes kun fragmentarisk. Det lader imidlertid til, at den nye republik og Sverige kom i et modsætningsforhold, der førte til stridigheder, der aldrig blev permanent forligt.
I følge den første Novgorod krønike angreb svenske tropper købmænd fra Novgorod et sted i Østersøområdet og dræbte 150 novgorodere i 1142. Det er det første kendte eksempel på kampe mellem Sverige og Novgorod. I 1164 nærmede en stærk svensk flåde sig Ladoga, men blev grundigt slået og de fleste af deres skibe blev erobret af Novgorod.
Det hævdes også at novgoroderne og deres karelske allierede gennemførte sørøverangreb mod Sverige i 1100-tallet. Et sådant angreb, siger legenden, bragte de dørene fra katedralen i Sigtuna til Novgorod som krigsbytte. Det er dog ikke sikkert hvor de som vandaliserede Sigtuna stammede fra. Svenske kilder kalder dem blot hedninge, og novgoriske kilder er tavse om hændelsen, hvilket man ikke skulle forvente, hvis de stod bag. Svenske kilder hævder, at Jon jarl brugte ni år på at kæmpe mod novgorodere og ingrer i slutningen af 1100-tallet. Disse ekspeditioner er ikke dokumenteret i russiske kilder.

## Slaget ved Neva
Efter en lang pause i fjendtlighederne, gennemførte svenskerne et angreb på Novgorod i 1240. Den eneste kilde til information om angrebet er den Nestorkrøniken, der blev skrevet 100 år efter angrebet. Det antages at angrebet blev ledet af Birger Magnusson, der blev udnævnt til jarl i 1248. Den eneste fjendtlige anfører, som nævnes i krøniken var "Spiridon", som blev dræbt i slaget. Forsøg på at identificere Spiridon som Birger er blevet gjort. (se f.eks. Riasanovsky, Nicholas V.: A History of Russia. Oxford 1993). Krøniken hævder også, at en biskop som ledsagede hæren blev dræbt. Der er imidlertid ingen svensk biskop, som vides at være død i 1240. Kort tid efter at deres flåde løb ind i mundingen af Neva floden, blev svenskerne grundigt besejret i Slaget ved Neva af den ung prins, Alexander of Novgorod, som senere fik tilnavnet "Nevskij" til minde om denne sejr.
Herefter flyttede Sverige sin interesse til Finland. Svenske tropper vendte ikke tilbage til Neva før i slutningen af 1200-tallet, da Sverige havde fået solid kontrol over Finland. Inden da havde svenskerne også forsøgt at skabe et brohoved i Estland, forgæves.

## Fokus flytter til Finland
Bortset fra Ladoga stødte Novgorods interesser sammen med Sveriges i Finland, et land som russiske styrker plyndrede ved adskillige lejligheder fra 1000-tallet og fremad. Et angreb i vinteren 1226-1227 førte til store tab på finsk side. Et finsk gengældelsesangreb mod Ladoga i 1228 endte i en katastrofe, hvilket bidrog til at finnerne blev underkastet de katolske svenskere under det Andet svenske korstog i 1249. Syv år senere raserede novgoroderne Finland igen.
I 1293 erobrede svenskerne en del af det vestlige Karelen og byggede fæstningen Vyborg (finsk: Viborg) der. Denne ekspedition kaldes traditionelt det Tredje svenske korstog. Syv år senere grundlagde de fæstningen Landskrona i mundingen af Neva, ved floden Okhta, og ødelagde den novgorodiske bebyggelse ved Neva. Senere samme år gjorde novgorodiske tropper gengæld vec at ødelægge Landskrona.
I starten af det 1300-tallet voksede de militære spændinger, og de to lande var til stadighed i krig med hinanden. I 1311 hærgede novgoroderne det centrale Finland, hvor svenskerne kort forinden havde bygget en ny fæstning. Til gengæld drog en svensk flåde til Ladoga og afbrændte handelsimperiet der. Tre år senere brød karelernes utilfredshed med det novgorodiske styre ud i lys lue, og de dræbte de russiske guvernører og bad Sverige om hjælp. Efter flere måneders fjendtligheder underkastede Karelen sig igen Novgorod.
I 1318 angreb Novgorod Turku i det sydvestlige Finland,afbrændte byen og katedralen foruden den episkopale borg i Kuusisto. Fire år senere belejrede de Viborg og grundlagde Oreshek, en vigtig fæstning, som dominerede adgangen til Ladoga søen.

## Nöteborg traktaten og tiden efter
Den første traktat, som blev indgået mellem parterne var Nöteborg traktaten fra den (12. august 1323, som blev fulgt af Novgorod-traktaten mellem Novgorod og Norge. Traktaterne havde til formål at bringe "evig fred" til området, men viste sig kun at give en midlertidig lindring.
Så tidligt som i 1328 tilskyndede Sverige nybyggere til at tage over til nordkysten af den Botniske Bugt, som i traktaten var defineret som novgorodisk område. Da karelerne gjorde opgør mod Novgorod i 1337, sendte kong Magnus Eriksson af Sverige sine tropper til hjælp, og opnåede kort at besætte Korela Borgen. Året efter belejrede Novgorod Viborg, men der blev snart indgået en våbenhvile.
Efter 10 års fred følte kongen sig klar til at genoptage fjendtlighederne og krævede, at Novgorod skulle anerkende pavens autoritet. Ifølge den første og fjerde novgorodiske krønike krævede kongen af novgoroderne at de skulle debattere med hans "filosoffer" (katolske teologer), og den som tabte skulle antage vinderens religion. Novgorods ærkebiskop Vasily Kalika rådslog sig med borgmesteren, posadnikken, og andre medlemmer af byens elite og svarede kongen, at da de havde modtaget kristendommen fra Konstantinopel, burde han sende sine filosoffer dertil for at debattere med byzantinerne. Efter at have fået dette svar sendte kongen sin hær til Oreshek og brændte den af. Novgorod genvandt snart det tabte område.
Kongen forsøgte endnu et frugtløst angreb i 1350. I samme år ramte Den Sorte Død Nordeuropa, og afsluttede i praksis fjendtlighederne.

## Senere udviklinger
Senere sammenstød var mere sporadiske, da Novgorod i stigende grad blev for svag til at kunne beskytte sine interesser i nord. Sveriges forsøg på at kontrollere den Botniske bugt provokerede Novgorod til at indlede bygningen af en fæstning i nærheden af Oulu flodens delta i 1370'erne. Sverige svarede igen ved at bygge Uleåborgi nærheden. Novgorod angreb det i 1377, men kunne ikke erobre det. Det følgende år intervenerede pave Gregor XI og udstedte en korstogsbulle til svenskerne mod Novgorod. Snart efter trak russerne sig tilbage fra Østerbotten, og overlod det til svenskerne.
Fjendtlighederne mellem de to magter blev genoptaget i 1392 og 1411. Sverige var på det tidspunkt blevet en del af Kalmarunionen, og var mere optaget af den interne skandinaviske magtkamp i hele 1400-tallet. Den sidste konflikt fandt sted i 1445, adskillige årtier inden Novgorod blev opslugt af Moskva. Novgorods nedgang førte ikke til fred, og konflikten fortsatte mellem Rusland og Sverige indtil starten af 1800-tallet.

## Oversigt over krigsbegivenheder
- Svensk-novgorodsk strid efter et svensk angreb med 60 skibe i 1142. Novgorod led et tab på 150 døde.
- En svensk krigsflåde i 1164 angreb byen Ladoga, mistede 43 af 55 skibe som trolig havde mindst 1.500-2.500 mand om bord, under et novgorodsk modangreb.
- Slaget ved Neva i sommeren 1240.
- Krig mellem Novogorod og Sverige i 1256-1257 i det østlige Estland og Tavastland.
- «Ladogafelttoget» i 1283-1284 med Slaget ved Neva (1284)
- Novgorods angreb på Tavastland i 1292, besvaret med modangreb mod Ingermanland.
- Det tredje svenske korstog i 1293-1295 startede en 30-årig krig.
- Neva-kampanien i 1300-1301. 1.100 svenskere anlagde fæstningen Landskrona ved Nevas munding. Efter to belejringer blev fæstningen indtaget og lagt øde af novgorodianerne.
- Krigen om Tavastehus fæstning i 1311-1314 |
- Novgorodianernes felttog mod Åbo 1318, Åbo slot holdt stand.
- Kexholmskrigen 1321-1323 sluttede med den første fredsaftale mellem svenskene og russerne, Nöteborg-traktaten.
- Sten Bielkes fejde mod Novgorod i 1338-1339 var en del af et lokalt oprør i russiske Karelen mod Novgorod som kom i en krig med svenskerne fra Viborg. Nöteborg-traktaten blev bekræftet på ny.
- Magnus Erikssons russiske korstog i 1348-1351 startede en svensk-novogorodsk krig med Slaget ved Schabtschin 1348, to belejringer af Nöteborg fæstning i 1348-1349 og en belejring af Viborg i 1351.
- Offensiven mod Jama i 1395 var et angreb fra Viborg på byen Jama i et rent røvertog.
- Offensiven mod Nordlige Ladoga i 1396 var et mindre angreb mod nordsiden af søen Ladoga.
- Novgorodianernes angreb i nord 1399 ind det i nordlige Finland
- Tiversk-offensiven i 1411 på russiske Karelen med et svensk angreb, som ødelagde byen Tiversk (Tiurula), dette blev hævnet af novgorodianerne som hærgede det svenske Karelen helt op til Viborgs mure. En fredsaftale blev indgået i februar 1428.
- Karl Knutssons tog mod Novgorod i 1444. Slaget ved Narva (1444) var et præventivt angreb for at forebygge en novgorodsk offensiv mod Narva.
- Novgorodianernes andet angreb mod Narva i 1448. For anden gang angreb novgorodianerne den vigtige fæstning Narva i det østlige Estland. Novgorodianerne vandt Slaget ved Narva (1448) over en svensk-tysk flåde på Narva-floden og havet.